# خانه کمال‌الدین نبوی طباطبائی
خانه حاج آقا کمال الدین نبوی طباطبایی معروف به خانه فرهنگ بروجرد یکی از خانه‌های تاریخی بروجرد است که قدمت آن به دوره قاجار می‌رسد. خانه حاج آقا کمال الدین نبوی در خیابان صفا، کوچه هلال احمر، کوچه آقا احمدی واقع شده‌است. این خانه متعلق به حاج آقا کمال الدین نبوی طباطبایی از روحانیون و از خانواده سادات طباطبایی بروجرد بوده‌است. برجستگی این خانه به خاطر آجرها، کاشی‌ها و در و پنجره‌های چوبی آن است.این خانه تاریخی در حال حاضر بعنوان موزه بروجرد است.همچنین لوکشین فیلم برداری چندین سریال و فیلم سینمایی بوده است.

## مشخصات بنا
بنای حاضر مشتمل بر یک ورودی با سردری بزرگ و درب چوبی دولنگه است. خانه دارای ورودی به شکل یک دالان طولانی است که ورودی اصطبل اسبها در همین قسمت است. دالان ورودی به حیاطی بزرگ منتهی می‌شود که در ضلع شمالی آن بنای اصلی در دوطبقه وجود دارد. ضلع جنوبی ساختمان فضاهای انبار، مطبخ و حمام است. ضلع غربی مجرای آب و یک بهارخواب دارد و ضلع شرقی بنا دیواری بلند با نمای طاقی است.
در داخل اتاق‌ها و فضاهای نشیمن، سقف گچی و سقف قاب کاری شده (سقف کاذب) وجود دارد. نقاشی‌های متعددی در درون اتاق‌ها و بخش‌های دیگر دیده می‌شود که در کنار یکی از نقاشی‌های روی شومینه، تاریخ شوال ۱۳۰۴ (قمری) درج گردیده و نام نقاش نیز نعمت‌الله نقاش درج شده‌است. استاد نعمت‌الله نقاش از نقاشان چیره‌دست بروجرد بوده‌است و این اثر را طی سه سال پدیدآورده است.

## موزه بروجرد
به همت شهرداری و اداره میراث فرهنگی شهرستان بروجرد، موزه مردم‌شناسی بروجرد در خانه حاج آقا کمال الدین نبوی تشکیل شده‌است. آثار متعددی شامل هنرهای دستی، نقاشی و تصاویر تاریخی در این موزه نگهداری می‌شود که عمدتاً مربوط به دوره قاجار هستند.

## ثبت ملی
خانه حاج آقا کمال الدین نبوی طباطبایی با شماره ۳۷۶۶ در فهرست آثار ملی ایران به ثبت رسیده‌است.